# Nouère
Die Nouère ist ein Fluss in Frankreich, der im Département Charente in der Region Nouvelle-Aquitaine verläuft. Sie entspringt unter dem Namen La Rivière du Temple beim Weiler Le Temple im nordwestlichen Gemeindegebiet von Rouillac, entwässert generell in südöstlicher Richtung durch die Landschaft des Angoumois und mündet nach rund 26 Kilometern im westlichen Großraum von Angoulême, im Gemeindegebiet von Linars, als rechter Nebenfluss in die Charente.
In seinem Mündungsabschnitt quert die Nouère die Bahnstrecke LGV Sud Europe Atlantique.

## Orte am Fluss
(Reihenfolge in Fließrichtung)
- Rouillac
- Saint-Cybardeaux
- Les Avenants, Gemeinde Saint-Genis-d’Hiersac
- Saint-Amant-de-Nouère
- Neuillac, Gemeinde Asnières-sur-Nouère
- Nouère, Gemeinde Asnières-sur-Nouère
- Lunesse, Gemeinde Hiersac
- Marteau, Gemeinde Saint-Saturnin
- Chez Siret, Gemeinde Linars
- Linars